# Macropygia
A Macropygia a madarak osztályának galambalakúak (Columbiformes) rendjébe, a galambfélék (Columbidae) családjába tartozó nem.

## Rendszerezésük
A nemet William Swainson írta le 1837-ben, az alábbi fajok tartoznak ide:
- csomósfarkú kakukkgalamb (Macropygia unchall)
- andamáni kakukkgalamb (Macropygia rufipennis)
- Macropygia modiglianii[1] vagy Macropygia emiliana modiglianii[2]
- Fülöp-szigeteki kakukkgalamb (Macropygia tenuirostris)
- Macropygia cinnamomea[1] vagy Macropygia emiliana cinnamomea[2]
- indonéz kakukkgalamb (Macropygia emiliana)
- Macropygia doreya[1]
- Macropygia macassariensis[1]
- amboinai kakukkgalamb (Macropygia amboinensis)
- uszályos kakukkgalamb (Macropygia magna)
- Macropygia timorlaoensis[1]
- Macropygia phasianella[1]
- gesztenyebarna kakukkgalamb (Macropygia nigrirostris)
- Mackinlay-kakukkgalamb (Macropygia mackinlayi)
- piroskabátos kakukkgalamb (Macropygia ruficeps)